# Vergi neem
Vergi neem (Vergiudden) är en udde på Estlands nordkust mot Finska viken. Den ligger i kommunen Vihula vald i Lääne-Virumaa, i den centrala delen av landet, 80 km öster om huvudstaden Tallinn.
Vergi neem ligger på halvön Vergi poolsaar östra sida vid byn Vergi. På udden står sedan 1924 en 10 meter hög fyr. Längre norrut ligger byn Pedassaare och udden Pedassaare nina. Terrängen inåt land är platt. Havet är nära Vergi neem åt nordost. Runt Vergi neem är det mycket glesbefolkat, med 5 invånare per kvadratkilometer. Närmaste större samhälle är Võsu, 7,5 km väster om Vergi neem. I omgivningarna runt Vergi Neem växer i huvudsak blandskog.